# Rodolfo Gnavi
Rodolfo "Caudillo" Gnavi ( Villa del Parque ,17 de septiembre de 1947 en Argentina ) es un exfutbolista que jugó un partido, para la selección de fútbol de Australia .

## Carrera

### Clubes
Su carrera futbolística comenzó en las inferiores de Argentinos Juniors, donde llegó a debutar por Copa Promocional el 26 de agosto de 1968 frente a San Lorenzo (MDP) en la cancha de Racing Club, quien lo hizo debutar fue Ricardo Trigilli. En 1970 paso a Club Atlético Nueva Chicago donde en el primer entrenamiento sufrió una rotura de meniscos que lo dejó 2 meses fuera de las canchas. Su paso por Nueva Chicago fue excelente, donde lo apodaron el "Caudillo". Siguió su carrera por Deportivo Toluca Fútbol Club , donde estuvo un año nada más. Volvió a la Argentina con dos ofertas sobre la mesa, Club Atlético All Boys y Club Atlético Lanús. Ante la tardía respuesta del Albo, Gnavi fue a Lanús. En el Club duro media temporada, los jugadores realizaron huelga por la falta de cobro, y fue rescindido el contrato de Rodolfo. Así continuó su carrera Internacional, en 1975 paso a Sydney Olympic Football Club de Australia, donde jugó por dos años hasta que en 1977 St. George compró el pase por $9.000. Allí jugó hasta 1982, donde colgó los botines y se retiró completamente del fútbol profesional.

### Carrera internacional
Gnavi se nacionalizó australiano en 1975 para debutar en la selección. Jugó 2 partidos, 1 frente a la URSS .

## Clubes
| Club                  | País      | Año       |
| --------------------- | --------- | --------- |
| Argentinos Juniors    | Argentina | 1967-1969 |
| Club Atlético Chicago | Argentina | 1970-1972 |
| Toluca                | México    | 1973      |
| Club Atlético Lanús   | Argentina | 1974      |
| Sydney Olimpic        | Australia | 1975-1977 |
| ST. George            | Australia | 1978-1982 |